# Shenyang J-15
Shenyang J-15 (kineski : 歼-15), također poznat kao leteći morski pas ( NATO-ovo ime: Flanker-D, -X2 ) kineski je višenamjenski borbeni zrakoplov četvrte generacije za sve vremenske uvjete. Razvili su ga za nosače aviona Shenyang Aircraft Corporation (SAC) i Institut 601 za službu u Narodnooslobodilačkoj armiji Kine.
Nedovršeni prototip Su-33, poznat i kao T-10K-3, SAC je kupio od Ukrajine 2001. godine; navodi se da je opsežno proučen, a razvoj J-15 započeo je odmah nakon toga. Dok se čini da se J-15 strukturno temelji na prototipu Su-33, lovac ima domaću kinesku tehnologiju kao i avioniku iz programa Shenyang J-11B. U veljači 2018. rasprave o zamjeni zrakoplova pojavile su se u nekoliko kineskih medija, raspravljajući o tome pripada li on borbenim zrakoplovima 4. ili 4½. generacije. Stoga se na J-15 gleda kao na privremeni lovac dok nasljednik pete generacije ne uđe u službu, onaj koji bi se mogao temeljiti na Chengdu J-20 ili Shenyang FC-31.

## Dizajn
Članak u China SignPostu navodi da J-15 "vjerojatno premašuje ili odgovara aerodinamičkim sposobnostima gotovo svih borbenih zrakoplova kojima sada upravljaju regionalne vojske, s izuzetkom američkog F-22 Raptora", navodeći da J-15 vjerojatno posjeduje 10 % veći omjer potiska i težine i 25% manje opterećenje krila od F/A-18E/F Super Horneta. U 2014. otkriveno je da je J-15 sposoban za dopunu gorivom u zraku, koristeći UPAZ-1 kapsulu, koju može nositi drugi J-15. Hu Siyuan sa Sveučilišta za nacionalnu obranu PLA rekao je da su "trenutačna slaba točka J-15 njegovi motori Al-31 ruske proizvodnje, koji su manje snažni od onih američkog lovca F-35".
Glavni dizajner J-15, Sun Cong iz Nacionalnog odbora Kineske narodne političke savjetodavne konferencije, rekao je da bi J-15 mogao parirati F/A-18 u nosivosti bombi, borbenom radijusu i mobilnosti. Međutim, u sličnoj je izjavi rekao da je potrebno više rada na njegovoj elektronici i borbenim sustavima. Kontraadmiral Yin Zhuo izjavio je da su sposobnosti zrakoplova za zračnu borbu bile bolje nego kod F/A-18E/F Super Horneta. Međutim, također je izjavio da je njegova sposobnost napada na ciljeve na kopnu i moru nešto inferiornija u odnosu na F/A-18E/F; također se navodi da njegova elektronička oprema zadovoljava standarde onih na lovcu pete generacije.

## Varijante
- J-15 (s NATO-ovim izvještajnim imenom Flanker-D ):[13][14] inačica s jednim sjedalom[15]
- J-15S (Flanker-D ):[13][14] varijanta s dva sjedala, prvi put poletjela 2012.[15]
- J-15D (Flanker-X2 ):[16] varijanta elektroničkog napada s dva sjedala s instaliranim EW kapsulama i drugom elektroničkom opremom i uklonjenim IRST-senzorom.[15] Operativno testiranje započelo je u prosincu 2018.[17]
- J-15T (Flanker-X2 ):[16] CATOBAR  varijanta.[18]

## Specifikacije (procijenjeno)
- Posada: 1 ili 2
- Duljina: 22,28 m
- Raspon krila: 15,0 m
- Širina: 7,4 m sa sklopljenim krilima
- Visina: 5,92 m
- Površina krila: 67,84 m2
- Masa bez tereta: 17 500 kg
- Bruto masa: 27 000 kg
- Maksimalna masa pri polijetanju: 32 500 kg
- Pogon: 2 × Saturn AL-31 turboventilatora s naknadnim izgaranjem, svaki s potiskom od 122,6 kN

### Performanse
- Najveća brzina: Mach 2,4
- Domet: 3500 km
- Gornja granica leta: 20 000 m
- Potisak/težina: 0,93

### Naoružanje
- 1 × 30 mm top GSh-30-1 sa 150 metaka
- Streljivo na dvanaest vanjskih nosača, uključujući:
  - PL-12 raketa zrak-zrak srednjeg dometa
  - PL-8 raketa zrak-zrak malog dometa
  - YJ-83K protubrodski projektil
  - YJ-83KH projektil za kopneni napad
  - YJ-91 protubrodski/proturadijacijski projektil
  - Razne bombe i rakete
  - UPAZ-1A kapsula za punjenje gorivom

### Avionika
- Radar tipa 1493
  - J-15D i J-15B navodno imaju AESA radar
- MIL-STD-1553B dvosmjerna sabirnica podataka
- stakleni kokpit
- 4-redundantni troosni fly-by-wire